# Mistrzostwa Europy w Lekkoatletyce 1978 – bieg na 5000 m mężczyzn

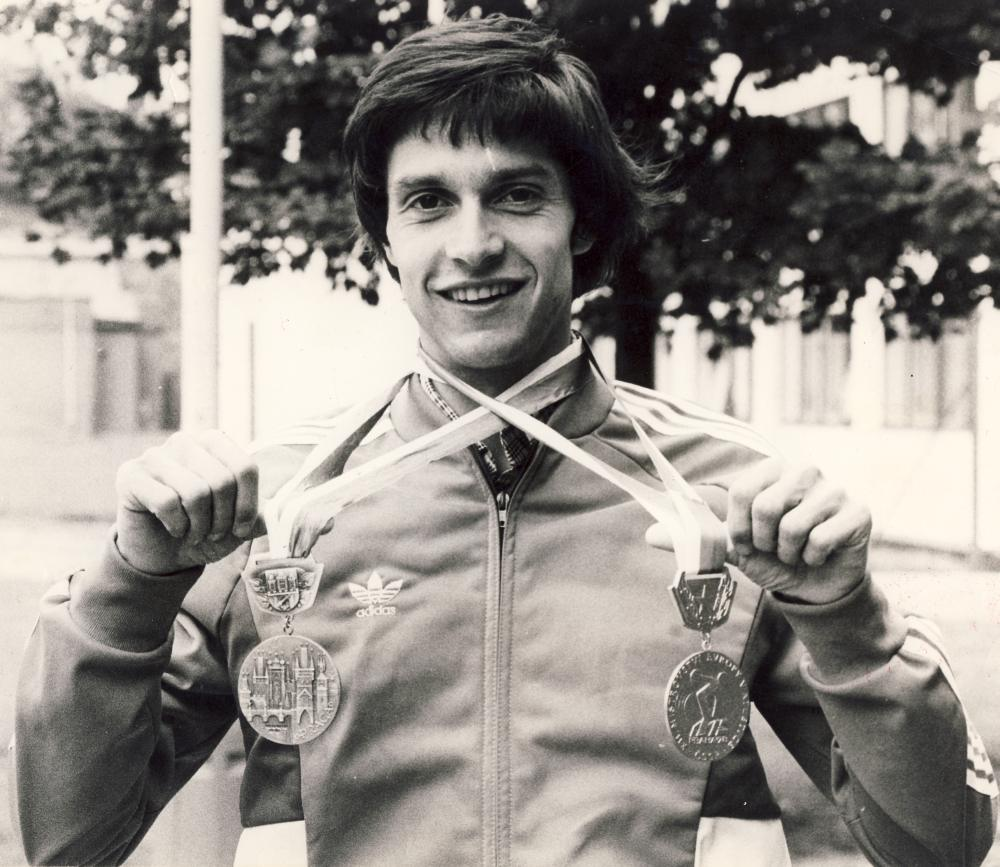
Venanzio Ortis

Bieg na dystansie 5000 metrów mężczyzn był jedną z konkurencji rozgrywanych podczas XII mistrzostw Europy w Pradze. Biegi eliminacyjne zostały rozegrane 31 sierpnia, a bieg finałowy 2 września 1978 roku. Zwycięzcą tej konkurencji został reprezentant Włoch Venanzio Ortis. Przyznano dwa srebrne medale, ponieważ Aleksandr Fiedotkin ze Związku Radzieckiego i Markus Ryffel ze Szwajcarii wbiegli na metę w tym samym momencie i fotokomórka nie była w stanie ustalić, który z nich był pierwszy. W rywalizacji wzięło udział trzydziestu dwóch zawodników z dwudziestu jeden reprezentacji.

## Rekordy
| Rekord świata     | Henry Rono (KEN)      | 13:08,4  | Berkeley, Stany Zjednoczone | 08.04.1978 |
| Rekord Europy     | Emiel Puttemans (BEL) | 13:13,0  | Bruksela, Belgia            | 20.09.1972 |
| Rekord mistrzostw | Brendan Foster (GBR)  | 13:17,21 | Rzym, Włochy                | 08.09.1974 |

## Wyniki

### Eliminacje
Rozegrano trzy biegi eliminacyjne. Do finał awansowało po czterech najlepszych zawodników każdego biegu eliminacyjnego (Q), a także trzech spośród pozostałych z najlepszymi czasami (q).
Bieg 1
| Miejsce | Zawodnik          | Czas     | Uwagi |
| ------- | ----------------- | -------- | ----- |
| 1       | Frank Zimmermann  | 13:32,42 | Q     |
| 2       | Martti Vainio     | 13:33,6  | Q     |
| 3       | Léon Schots       | 13:34,1  | Q     |
| 4       | Jörg Peter        | 13:34,3  | Q     |
| 5       | Boris Kuzniecow   | 13:34,8  | q     |
| 6       | Brendan Foster    | 13:38,3  |       |
| 7       | Knut Kvalheim     | 13:43,6  |       |
| 8       | Radhouane Bouster | 14:09,3  |       |
| 9       | John Charvetto    | 14:18,4  | NR    |
| –       | Karel Gába        | DNF      |       |

Bieg 2
| Miejsce | Zawodnik         | Czas     | Uwagi |
| ------- | ---------------- | -------- | ----- |
| 1       | Karl Fleschen    | 13:34,45 | Q     |
| 2       | Fernando Mamede  | 13:34,8  | Q     |
| 3       | Nick Rose        | 13:35,7  | Q     |
| 4       | Enn Sellik       | 13:36,2  | Q     |
| 5       | Gerard Tebroke   | 13:37,0  |       |
| 6       | Fernando Cerrada | 13:40,4  |       |
| 7       | Pierre Lévisse   | 13:44,1  |       |
| 8       | Stanislav Tábor  | 13:45,0  |       |
| 9       | Dietmar Millonig | 13:50,4  |       |
| 10      | Necdet Ayaz      | 13:55,7  |       |
| –       | Justin Gloden    | DNF      |       |

Bieg 3
| Miejsce | Zawodnik            | Czas     | Uwagi |
| ------- | ------------------- | -------- | ----- |
| 1       | Aleksandr Fiedotkin | 13:24,10 | Q     |
| 2       | Markus Ryffel       | 13:24,71 | Q     |
| 3       | Venanzio Ortis      | 13:26,67 | Q     |
| 4       | John Treacy         | 13:28,85 | Q     |
| 5       | Christoph Herle     | 13:30,59 | q     |
| 6       | Ilie Floroiu        | 13:32,5  | q     |
| 7       | Mike McLeod         | 13:42,9  |       |
| 8       | Jerzy Kowol         | 13:49,1  |       |
| 9       | Aniceto Simões      | 13:52,1  |       |
| 10      | Willy Polleunis     | 14:24,5  |       |
| –       | Klaas Lok           | DNF      |       |

### Finał
| Miejsce | Zawodnik            | Czas     |
| ------- | ------------------- | -------- |
| 1       | Venanzio Ortis      | 13:28,52 |
| 2       | Aleksandr Fiedotkin | 13:28,60 |
| 2       | Markus Ryffel       | 13:28,60 |
| 4       | John Treacy         | 13:28,83 |
| 5       | Ilie Floroiu        | 13,29,27 |
| 6       | Martti Vainio       | 13:29,67 |
| 7       | Nick Rose           | 13:32,8  |
| 8       | Enn Sellik          | 13,35,8  |
| 9       | Boris Kuzniecow     | 13:36,5  |
| 10      | Frank Zimmermann    | 13:39,1  |
| 11      | Léon Schots         | 13:47,4  |
| 12      | Jörg Peter          | 13,48,6  |
| 13      | Karl Fleschen       | 13:50,3  |
| 14      | Christoph Herle     | 13:55,4  |
| 15      | Fernando Mamede     | 13,58,2  |